# Skierniewice (Landgemeinde)
Die Gmina wiejska Skierniewice ist eine Landgemeinde in der polnischen Woiwodschaft Łódź und im Powiat Skierniewicki (Landkreis). Sitz der Landgemeinde ist die kreisfreie Stadt Skierniewice, die weder dem Kreis noch der Gemeinde angehört. Die Gmina hat eine Fläche von 131,7 km² und 7635 Einwohner (Stand 31. Dezember 2020).

## Geographie

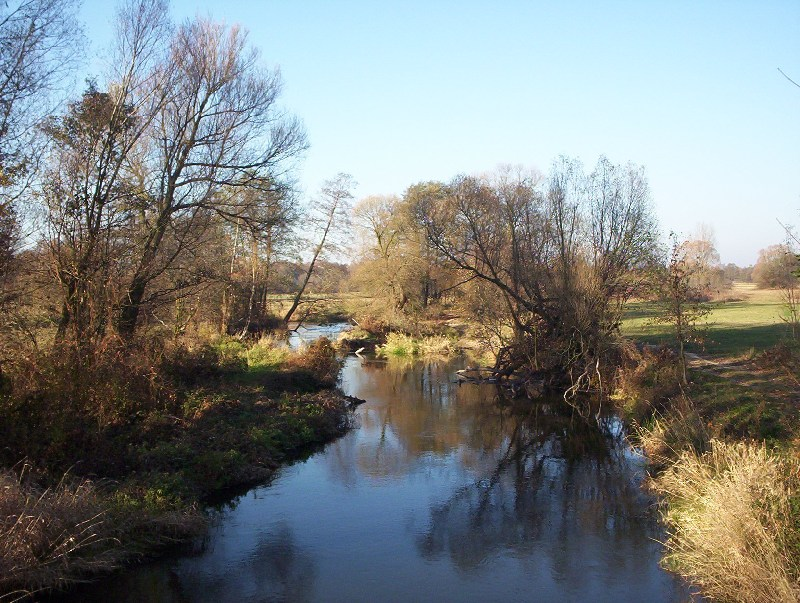
Im Naturreservat an der Rawka

Die Landgemeinde grenzt an die Gemeinden und Ortschaften Bolimów, Głuchów, Godzianów, Łyszkowice, Maków, Nieborów, Nowy Kawęczyn, Puszcza Mariańska, Rawa Mazowiecka und die Stadt Skierniewice. 29 % des Gemeindegebiets sind Wald, in ihrem Webauftritt bezeichnet sich die Gmina selbst als grüne Gemeinde. Auf Gemeindegebiet liegen drei Naturreservate, eines davon am Flüsschen Rawka.

## Gemeindegliederung
Zur Gemeinde gehören die folgenden Ortschaften die 28 Schulzenämter (sołectwo) bilden:
Balcerów, Borowiny, Brzozów, Budy Grabskie, Dębowa Góra, Józefatów, Ludwików, Miedniewice, Topola, Mokra, Mokra Lewa, Mokra Prawa, Nowe Rowiska, Nowy Ludwików, Pamiętna, Pruszków, Ruda, Rzeczków, Rzymiec, Samice, Sierakowice Lewe, Sierakowice Prawe, Stare Rowiska, Strobów, Wola Wysoka, Wólka Strobowska, Zalesie, Żelazna.
Weitere Ortschaften und Siedlungen sind:
Budy Grabskie, Dąbrowice, Julków, Mokra (Waldsiedlung), Mokra Lewa, Samice, Żelazna-Majątek.